# NGC 4938
NGC 4938 (другие обозначения — MCG 9-21-91, ZWG 270.42, PGC 45044) — галактика в созвездии Гончие Псы.
Этот объект входит в число перечисленных в оригинальной редакции «Нового общего каталога».